# Bilibili
Bilibili (estilizado bilibili, en chino:  哔哩哔哩; en pinyin: bīlībīlī; apodado como  B 站, literalmente "el sitio B") es una página de alojamiento de vídeos china. Es la página más popular con tema de anime, manga y el fandom de videojuegos en China. Bilibili utiliza Adobe Flash o HTML5, que se puede cambiar manualmente, para reproducir vídeos subidos por el usuario alojados por ellos mismos o por fuentes de terceros, y que cuentan con un sistema de subtítulos superpuestos en tiempo real para la experiencia de reproducción interactiva.

## Historia
El creador del sitio, Xu Yi (en chino: 徐逸; pinyin: xúyì, conocido como "⑨bishi" en Internet), es un fanático del anime, manga y de los videojuegos; y era usuario de AcFun, el cual no estaba satisfecho con el servidor y decidió crear su sitio web. Creó el prototipo en tres días llamado Mikufans.cn siendo una comunidad del fandom de Miku Hatsune. A medida que creció el sitio, reformuló la página para el alojamientos de vídeos y fue lanzada el 14 de enero de 2010 con el nombre de Bilibili (bilibili.us), que es el apodo de la protagonista Mikoto Misaka en el anime A Certain Scientific Railgun por su superpoder de la eléctrica. 

## Patrocinio
En octubre de 2016, Bilibili anunció que había patrocinado a Shanghai Sharks de la Asociación de Baloncesto de China. Bilibili eligió patrocinar a los tiburones de Shanghái principalmente debido al hecho de que ambos se originaron en Shanghái. Fue la primera vez que Bilibili ingresó a la industria del deporte, así como el primer intento generalizado de combinar la cultura ACG con el baloncesto, atrayendo la atención de las generaciones más jóvenes hacia los deportes y estableciendo una imagen modernizada y simbiótica para la industria del baloncesto. Shanghai Sharks cambió su nombre a Shanghái Bilibili.
En diciembre de 2017, Bilibili compró un equipo de deportes electrónicos originalmente llamado IM para League of Legends y fue rebautizado como Bilibili Gaming (BLG para abreviatura). BLG actuó como un equipo nuevo para jugar en la Tencent League of Legends Pro League (LPL) en China desde la temporada de competencia deportiva S8 del League of Legends World Championship (LOLWC). En enero de 2018, Bilibili compró el derecho de transmisión y el derecho a pedido para la temporada de competencia de primavera de LPL, LOLWC y League of Legends Rift Rivals of S8. En ese momento, Bilibili avanzó para establecer una distribución general de "eventos deportivos fuera de línea de equipos de transmisión" en la industria del deporte.
En septiembre de 2018, Bilibili compró un equipo en la Overwatch League para la ciudad de Hangzhou. El nuevo equipo, Hangzhou Spark, también una referencia a Mikoto Misaka, participa en la temporada 2019.

## Controversia

### Cai Xukun
Cai Xukun, artista y cantante chino, fue elegido portavoz de la NBA en enero de 2019, lo que generó controversia. Su video de presentación de Idol Producer, que lo involucró jugando baloncesto, se volvió viral. Después de esto, aparecieron cientos de videos de parodia en Bilibili burlándose del video original. Cai Xukun emitió un aviso de demanda solicitando a Bilibili que eliminara los videos de parodia. Bilibili respondió que creen que la ley es justa y no castigó a ningún usuario relacionado. Luego, "Chicken you are so beautiful" (suena como una palabra de su canción) y "Sing, jump, rap, baseketball" (su palabra en un clip) se volvieron virales pronto. Hay quien argumentó que el Aviso Legal tiene muchos errores y se convirtió en una broma. Algunos incluso cuestionaron la verdadera intención de Kun's Studio. Los fanáticos del Kun querían contraatacar, pero inscribirse en Bilibili necesita una prueba, y casi ninguno de ellos puede pasarla rápidamente, también se convirtió en una broma. Para evitar el posible ataque de la diversión de Kun, Bilibili cerró temporalmente el canal de actualización para cuentas de bajo grado.

### Servidores ilegales en Taiwán
En septiembre de 2019, se descubrió que Bilibili alquilaba servidores ilegalmente en Taiwán. La Comisión Nacional de Comunicaciones de Taiwán exigió al proveedor Chief Telecom que dejara de alquilar espacio a Bilibili inmediatamente después de que un grupo de expertos con sede en Taiwán revelara el problema. Los servicios de VOD chinos no pueden operar en Taiwán debido a preocupaciones de seguridad nacional.

### Fuga de código fuente
En abril de 2019, se publicó en GitHub un repositorio llamado "Códigos backend del sitio web Bilibili", con una gran cantidad de nombres de usuario y contraseñas. El repositorio, que tenía más de 50 MB de código fuente, fue eliminado por GitHub debido al "uso excesivo de recursos". El repositorio acumuló más de 6.000 estrellas en solo unas pocas horas. Sin embargo, aún se pueden encontrar copias del repositorio en GitHub y otras plataformas. Bilibili respondió que los códigos filtrados eran de una versión anterior de su sitio web y que habían tomado "medidas defensivas para garantizar que el accidente no comprometa la seguridad de los datos del usuario".